# Melissodes submenuacha
Melissodes submenuacha är en biart som beskrevs av Cockerell 1897. Melissodes submenuacha ingår i släktet Melissodes och familjen långtungebin. Inga underarter finns listade i Catalogue of Life.